# Scribonia
Scribonia (68 př. n. l. – 16 n. l.) byla druhou manželkou římského císaře Augusta a matkou jeho jediného vlastního dítěte, dcery Julie starší. Byla tchyní císaře Tiberia, prababičkou císaře Caliguly a císařovny Agrippiny mladší a praprababičkou císaře Nera.

## Život
Scribonia se narodila jako dcera praetora Lucia Scribonia Liba a jeho manželky Sentie. Scribonia se třikrát vdala. Jejím prvním manželem byl zřejmě Gnaeus Cornelius Lentulus Marcellinus, s nímž měla syna Cornelia Marcellina. Druhým manželem byl Publius Cornelius Scipio, stoupenec Pompeia. Spolu měli dceru Cornelii Scipio, která se provdala za cenzora Lucia Aemilia Paulla. Zřejmě též mohla být matkou konzula Publia Cornelia Scipia.
V roce 40 př. n. l. byla Scribonia donucena k rozvodu a ke sňatku s Octavianem, který byl o několik let mladší než ona. Octavian se rozvedl s Clodií Pulchrou a k utužení politické aliance s Sextem Pompeiem se oženil se Scribonií, protože Sextus Pompeius byl manželem její neteře Scribonie. Dcera Octaviana a Scribonie, Julie starší, se narodila v roce 39 př. n. l., pravděpodobně v říjnu. V ten samý den se Octavian se Scribonií rozvedl. Jejich manželství nebylo šťastné: Octavian cítil, že ho Scribonia nemá ráda. Scribonia se již nikdy neprovdala. Cassius Dio a Velleius Paterculus říkají, že když byla její nejmladší dcera Julie poslána za cizoložství do vyhnanství a uvězněna, požádala o svolení ji doprovázet.
Když se dostal císař Tiberius k moci, oddělil Scribonii od dcery a údajně Julii vyhladověl k smrti. Sama Scribonia zemřela dva roky po ní, v roce 16 n. l.

## Manželství a potomci
- Jejím prvním manželem byl pravděpodobně Gnaeus Cornelius Lentulus Marcellinus
  - Cornelius Marcellinus
- Jejím druhým manželem byl Publius Cornelius Scipio
  - Publius Cornelius Scipio
  - Cornelia Scipio
- Jejím třetím manželem byl Augustus
  - Julie starší

Její prapravnuk Marcus Junius Silanus se narodil ještě za jejího života.

## Scribonia v populární kultuře

### Drama
- Scribonia se objevuje v britsko-italském dramatu Imperium: Augustus.